# 慶長琉球之役
慶長琉球之役，又稱薩摩入侵、島津入侵、琉球征伐、琉日戰爭、己酉倭亂、己酉薩摩之亂等，指的是1609年日本九州岛南部的薩摩藩征伐琉球国的事件。這次戰役使琉球成為薩摩藩的附庸國，直到明治初年琉球被废藩设县為止。

## 背景

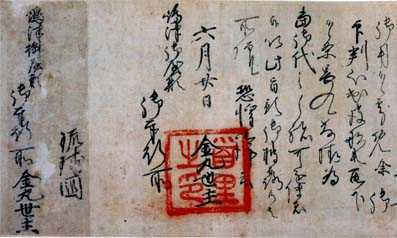
琉球國金丸世主書狀，1471年

琉球國處在中國與日本之間，是海上貿易的交通要道。根據《中山世譜》的記載，琉球除同中國有朝貢貿易之外，還與日本、朝鮮、安南，以及暹羅、佛大泥、巡達、三佛齊、爪哇、蘇門答臘、滿剌加、占城、呂宋等南洋國家有著頻繁的貿易往來，並從中獲得了巨額利潤。
琉球也在很早就與日本的薩摩保持有著官方的貿易往來。雖然和泉的堺也有與琉球往來，但是在日本，薩摩的坊津港幾乎壟斷了對琉球的貿易。東京大學史料編纂所裡至今仍保存著1471年琉球國王尚圓給薩摩守護島津立久的官方書信。尚圓自稱「金丸世主」，其書信的內容可以看出，琉球與薩摩的關係是對等的。但是薩摩單方面地將琉球與薩摩的對等貿易當作了朝貢。1441年，室町幕府的征夷大將軍足利義教宣佈將琉球賜予薩摩守護島津忠國，並且在薩摩設置琉球奉行一職，史稱嘉吉附庸事件。

### 豐臣秀吉對琉球的野心
16世紀，由於海盗集团的原因導致日本和明朝的關係惡化，明朝限制對日本的貿易，日本只得通過琉球為中介進行中轉貿易。與此同時，日本正處於動亂的戰國時代，諸大名希望從领土擴張中獲取利益从而發展自己的經濟實力。不少大名對離近在咫尺的琉球抱有野心。
1582年，龜井茲矩在羽柴秀吉（即後來的豐臣秀吉）中國大返還之際立下了功勞，被羽柴秀吉授予琉求守的官位。龜井茲矩也得到了豐臣秀吉攻打琉球的許可。但這侵犯了薩摩島津氏的利益，因此在九州征伐島津氏向豐臣秀吉臣服之後，龜井茲矩的官位被改為武藏守。
1588年陰曆八月，薩摩大名島津義弘前往京都謁見豐臣秀吉時，秀吉曾表示他有使琉球臣服之意。島津義弘便遣大慈寺龍雪和尚前往琉球，遞交薩摩的國書。其內容為：「方今天下一統，海內向風。而琉球獨不供職，關白命水軍屠乃國。及此時宜遣使謝罪，輸貢修職，即國永寧。特此告示。」接到這一恫嚇國書之後，尚永王大驚而病，於十一月病逝，其婿尚寧繼位。次年，豐臣秀吉亦遣使赴琉，命令琉球向他朝貢，否則出兵征討。初登王位的尚寧王不想得罪強鄰，遂遣使赴薩摩，致方物修好。九月，島津偕琉球使者入京都，在聚樂第謁見了秀吉，秀吉大喜。1591年陰曆十月，島津義弘致書尚寧王，稱豐臣秀吉計劃出兵朝鮮，徵調各地大名參加名護屋城的建造；琉球人口稀少不善征戰，為代替建造工作，應以輸送金銀米穀的方式代替；因此琉球必須在明年二月前將7000人十個月的糧食運至薩摩的坊津，然後設法運往朝鮮。尚寧王接受了對日強硬派的總理唐榮司鄭迵（謝名親方利山）的意見，拒絕了薩摩的要求。豐臣秀吉得知此事，大為光火，致書威脅尚寧王：「我自卑賤膺運興，以威武定日本，六十餘州既入掌中，至遠近無不共朝賀。然爾琉球國，自擁彈丸之地，恃險遠未聘貢。故今特告乃爾，我將明春伐朝鮮，爾宜率兵相會。若不用命時，先屠乃國，玉石俱焚之。」琉球屈于丰臣秀吉的威脅，於1593年派遣綾船，將一半的糧草送至薩摩，以代替兵役。島津義久要求將其餘的糧草送來，但琉球強調國力衰微，無法徵得更多糧草。最終，剩餘的糧草由薩摩的島津氏「代為墊付」。另一方面，琉球派人秘密將日本將入侵朝鮮之事告訴了明朝。

### 薩摩藩與琉球的財政糾紛
琉球的財政收入主要是依靠同南洋的貿易（特別是滿剌加王國）和同中國的朝貢貿易。14至15世紀，琉球因其同南洋諸國貿易而成為一個十分富庶的國家，這段時期被稱作琉球的「大航海時代」。在16世紀，西方勢力逐漸侵佔南洋諸國，雖然葡萄牙人曾經希望與琉球建立貿易關係，但琉球得知葡萄牙人侵佔滿剌加的事實後，拒絕同葡萄牙殖民政府貿易。此後葡萄牙殖民政府轉而與日本直接建立貿易關係，琉球的中轉港口的地位因此受到了巨大衝擊，再加上海盗的騷擾，財政日漸困窘。
尚永王時代，已有記載稱琉球曾向日本薩摩藩借貸。1562年、1579年、1606年，明廷遣使冊封琉球時，日本船隻蜂擁而至，同冊封船隊發生衝突。琉球對日本甚為畏懼。
尚寧王在位期間，琉球官員鄭迵（謝名親方利山）、毛鳳儀（池城親方安賴）通過盤踞吐噶喇群島的海賊七島眾為中介，先後五次向薩摩藩借了250貫錢。薩摩藩曾多次派人向琉球催款，但琉球都無法償還。

### 與德川家康的交惡
1600年，德川家康在關原之戰中取得了日本的統治權。1602年，一艘琉球的進貢船遭遇風暴，飄到了日本仙台藩境內。德川家康致書於仙台藩藩主伊達政宗，要求將琉球難民安全地送到大坂，又令島津義弘將琉球人送返琉球。次年，琉球難民被安全送達琉球。德川家康數次通過薩摩藩，表示希望琉球派遣謝恩使來日本。薩摩藩藩主島津家久（島津忠恒）也致書琉球，要求琉球祝賀自己的繼承家督之位，並就島津氏阻止龜井茲矩攻打琉球之事遣使謝恩。但尚寧王聽從了擔任總理唐榮司鄭迵的意見，斷然拒絕了日本方面的所有要求。
1605年，親日派的三司官翁寄松（城間親方盛久）失勢被免職，取而代之的是親明派的鄭迵，琉球王府對日本的態度越來越強硬。德川家康認為薩摩藩辦事不力，在同年琉球接貢船漂流到平戶藩境內之時，命令平戶藩藩主松浦鎮信處理對琉外交事務，令島津家久顔面俱失。翌年，中國冊封使來到琉球，德川家康又要求琉球幫助日本與明朝交涉，重啟明日貿易，但亦遭琉球的拒絕。這使德川家康非常憤怒，於同年的陰曆八月通過奏者番山口直友向薩摩藩藩主島津家久（島津忠恒）送出書信，其內容表示了他對琉球的不滿，並有惩罚琉球的意圖。島津家久便以此為依據，於九月初六發佈「琉球渡海之軍眾御法度之條條」，積極為攻打琉球做準備。「琉球渡海之軍眾御法度之條條」規定，禁止薩摩軍隊吵架、鬥毆、浪費火銃彈藥的現象；要求軍官不可置足輕眾（下級武士）性命於不顧；還禁止了薩摩軍隊燒毀宮殿、寺院，破壞經典和書籍，搶劫、殺害、拐賣琉球百姓等犯罪行為。惟最終薩摩士兵並無遵守規條，擄掠屠殺百姓仍有发生，洗劫並且焚毀許多民宅、寺院、官邸和宮殿。
雖然十一月二十三日幕府老中本多正純向島津家久表示攻打琉球沒有意義，但島津氏積極籌備攻打琉球。
1608年9月，島津家久派大慈寺龍雲、廣西寺雪岑、島原宗安等人出使琉球，通報德川家康和德川秀忠計劃攻打琉球，只有琉球向江戶幕府派遣謝恩使才會停止這個計劃。鄭迵大為惱怒，堅決拒絕了這個要求，並厲聲斥駡薩摩藩的使者。翌年二月，島津義弘（惟新公）致書琉球，發出最後通牒，但琉球不予回應。琉球兩次拒絕薩摩藩的要求，使義弘、家久父子二人非常憤怒，最終決定攻打琉球。

## 薩摩藩入侵琉球

### 出兵
1609年（明萬曆三十七年、日本慶長十四年），島津家久以樺山權左衛門尉久高為大将，平田太郎左衛門尉增宗為副将，糾集兵力總計3000餘人，分乘战船100余艘，於三月初一在山川港集結。島津義弘、島津家久父子二人騎馬來到山川灣，親自指揮战船的集結。三月初四寅時，在島津氏父子祭拜島津氏的祖神之後，遠征隊便揚帆駛向琉球。根據《島津國史》的記載，雖然島津義久（龍伯法印）強烈反對攻打琉球的計劃，但最終仍派出武士參加這次軍事行動。島津家久曾要求漂流到日本的琉球人牛助春（我那霸親雲上秀昌）作為嚮導，但遭到牛助春的斷然拒絕。
根據「琉球渡海之軍眾御法度之條條」的規定，薩摩方面的遠征隊人數應為1500人；應徵集糧草402180石、銀兩107貫900目，其中兵糧1075石。薩摩軍應攜帶734挺火绳枪、彈藥37200枚、弓117張、鐵鍬397個、岩樟389個,不過薩摩藩實際派出人數為3000人。薩摩軍由鹿兒島眾（家久的屬下）、加治木眾（義弘的屬下）、國分眾（義久的屬下）聯合派出，其總大將樺山久高屬於鹿兒島眾、副將平田增宗屬於國分眾。後來家臣肝付氏派出80餘人、種子島氏派出數十人、北鄉氏派出120餘人。吐噶喇群島的海賊七島眾也派出20名頭立（船頭）和250名海賊，擔任薩摩軍的嚮導。由此看出，薩摩方面的軍隊實際上是混合軍。
琉球並沒有設置正規軍隊，僅設有1000人的「首里親軍」對首里、那霸附近進行防衛，用以防禦倭寇對那霸港附近的騷擾。此外，琉球王府在今歸仁城設置北山監守，以數百人防衛北山。各間切也設有名為「間切軍」的民兵組織，以維護治安。琉球王府擁有弓500張、各种火器200只以及若干大刀、盔甲、長柄武器、馬等。薩摩藩在武器裝備上遠遠優於琉球，因此薩摩軍在軍事上反而擁有優勢。

### 登陸奄美大島
薩摩軍於三月初四（西曆4月7日）的深夜登陸口永良部島，初六（4月9日）出發，駛向奄美大島。途中因遭遇風暴，而吹散為三支隊伍。總大將樺山久高的船與七島眾的五艘船在奄美大島笠利灣的津代湊（今奄美市笠利町手花部的津代地區）登陸；肝付兼篤的部眾在於同月七日申時到達笠利灣的深江浦（今龍鄉町瀨留）；平田增宗的部隊到達奄美大島西南的瀨戶內西間切（今大島郡宇檢村宇檢）。
根據高山眾之一市來孫兵衛（市来家元）所寫的《琉球渡海日日記》記載，笠利間切（今奄美市笠利町）的首里大屋子佐文為轉，在藏元聚集人眾以自衛。薩摩軍自深江浦向八里之道進攻，聚集在藏元的人眾因驚懼而逃入山中，因而薩摩軍沒有遭遇任何抵抗。薩摩軍召集當地德高望重的老人對他們進行招撫，為轉便率屬下全部出山投降。為轉仍擔任原職，其11歲的兒子佐伯為李則被薩摩军扣作人質。屋喜內間切的首里大屋子茂手樽為薩摩軍提供了物資補給。
而在另一方面，奄美大島的大親（琉球王府任命的奄美大島最高首領）在津代湊建立柵欄堡壘，組織3000人抵禦薩摩軍的進攻。平田增宗向樺山久高求援，但遭樺山的拒絕。大親率島民趁夜突襲了薩摩军战船。樺山久高大怒，命薩摩軍登陸，使用火绳枪擊毀了柵欄。島民從未見過火绳枪，大懼逃散，大親被俘虜。平田將周邊的村莊全部燒毀。隨後率六七艘兵船攻打東間切的嘉鐵村。迅速佔領了奄美大島。
十二日（4月15日），樺山久高的部隊在屋喜內間切的大和濱逗留。十六日（19日），到達西古見湊，等候順風的到來。翌日，肝付兼篤率先遣隊的13艘船駛向德之島，市來孫兵衛所屬的高山眾也包括在內。樺山久高、平田增宗則率主力部隊在大島逗留了兩天，以處理戰後事宜。在此期間，喜界島西目間切的大親勘樽金得知薩摩軍实力強大，渡海來到東間切向薩摩軍投降。二十日卯時出發，駛向德之島。
與此同時，部分琉球商人從薩摩歸來，向首里王府稟報了薩摩入侵之事。駐守奄美大島、負責收集情報的泊筆者姚氏伊指川子元長，亦飛書前來告急。尚寧王賜予天龍寺以文長老紫衣僧的位階，前往奄美大島向薩摩軍求和。但不知何故，未遇到薩摩軍。

### 德之島的戰事

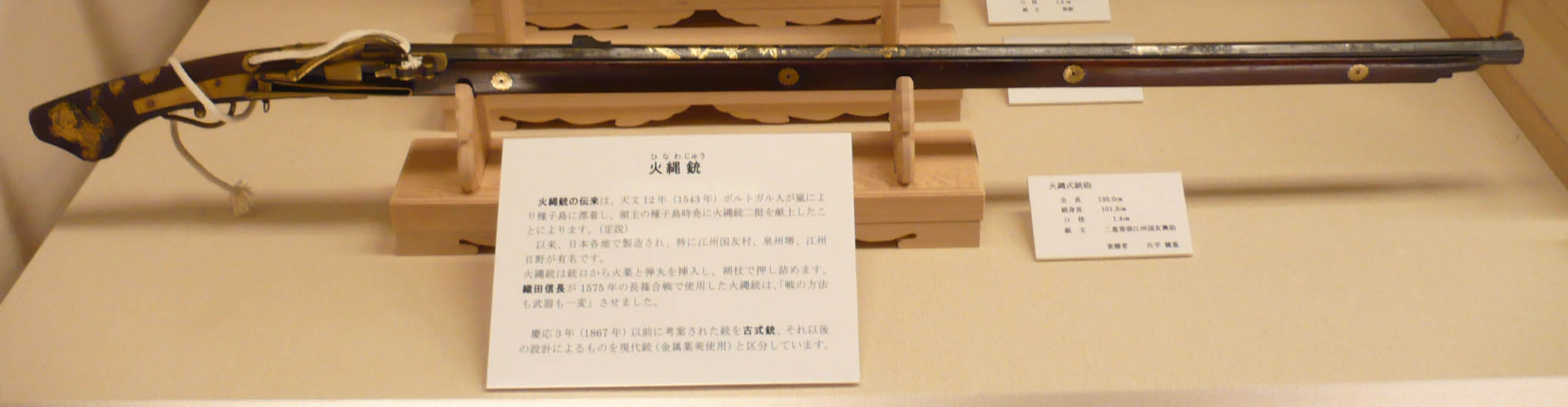
薩摩軍使用的武器——鐵炮（日式火绳枪）

十七日（20日），13艘薩摩先遣队乘战船分別到達德之島的各個港口。當時德之島的大親病逝，由沖永良部島的大親臨時兼任德之島大親之職。原德之島大親的兩個兒子佐武良兼掟、思吳良兼二人擔任掟職，被稱為掟兄弟，深受百姓愛戴。德之島的島民英勇抵抗，但很快被萨摩军擊敗，這是薩摩軍遭遇到的较大規模的一场戰鬥。2艘薩摩军战船到達かなぐま，但未遭遇抵抗；首里王府平等所役人向洪基（與那原親雲上朝智）畏懼萨摩軍，逃入山中。另有8艘萨摩军战船飄到灣屋（今天城町），遭到1000人的包圍。翌日，薩摩軍棄船登岸，使用火绳枪進行猛烈攻擊，殺死50人。此外，還有3艘薩摩军战船飄到了德之島秋德港（今德之島町龜德港）。掟兄弟二人率領百姓手持削尖的棍棒和菜刀、竹刀，英勇迎擊萨摩軍，又將剛煮熟的粟粥潑在大道上燙傷萨摩軍，萨摩軍一度被擊退。但萨摩軍莊內眾的狙擊手涉江丹後守瞄準了佐武良兼掟（掟兄）的胸部使用火绳枪將其射殺，使得局勢发生逆轉。思吳良兼率眾殺入敵陣英勇戰死，在這場戰鬥中，薩摩方面的莊內眾有六七人被砍倒在地（生死不明），七島眾的頭立吉兵衛、彥九郎、早左衛門、助四郎、仙菱假名、小松兄弟六人被殺。
二十日申刻（23日下午3時至5時），樺山久高率軍來到秋德港。翌日，樺山率10艘战船先行出發，其目的地是沖永良部島。其他駐守德之島的萨摩軍，則在對該島山上進行一番掃蕩之後，於廿二日活捉了向洪基，等待順風的到來。廿四日巳時（27日上午9時至11時），剩餘的萨摩軍出發，並於該日的日落時分到達沖永良部島，與樺山久高會合，沖永良部大親沒有抵抗，向樺山投降。薩摩軍徹夜駛向沖繩島。

### 登陸沖繩島

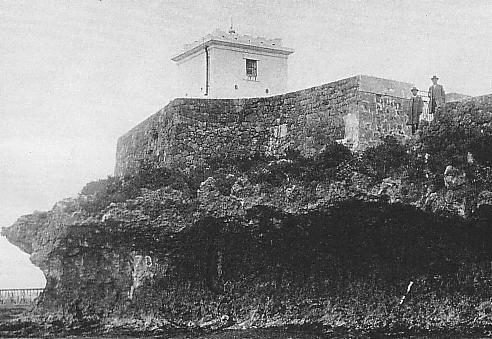
那霸港的衛城——三重城

身在首里城的尚寧王也得知薩摩軍向沖繩島駛來，決定派遣三司官之一馬良弼（名護親方良豐）、西來院菊隱長老、毛鳳朝（江洲親雲上盛韶）、全興盛（津堅親雲上盛則）、茶人喜安入道（原為日本人）前往沖繩島北部的今歸仁。關於這次出行，各個史料的記載是相互矛盾的。《喜安日記》記載這是一次和平談判的使團，在廿六日辰時出發，廿七日到達今歸仁與萨摩軍談判，馬良弼留在薩摩軍中充當人質。然而在《歷代寶案》收錄有一份當時尚寧王給明朝朝廷的奏摺，內容卻稱尚寧在三月廿日（23日）派遣馬良弼率1000餘人前往今歸仁防禦，馬良弼回報萨摩軍战船連天，不斷开枪射击，令人畏懼；在廿六日（29日）時，馬良弼盲目出兵，大敗被俘。《球陽·附卷一》則記載毛鳳朝隨菊隱前往運天港求和，遭到樺山久高的拒絕，被迫返回首里，並沒有提到馬良弼的事蹟。由於各史料的互相矛盾，其真實情況，目前在學界尚存爭論。
廿五日酉時（28日下午5時至7時）過後，薩摩軍隊在今歸仁的運天港登陸。廿七日（39日），薩摩军攻打今歸仁城，今歸仁守軍大敗潰散，棄城逃跑；翌日，駐守今歸仁的北山監守向克祉（今歸仁按司朝容）身亡。薩摩軍四處掃蕩，搜捕逃竄的守軍，洗劫了城池和周圍的村莊，放火燒毀該城以及周圍的民居。廿九日清晨，薩摩船隊攜菊隱、喜安等人離開運天港，酉時停泊讀谷山的大灣，亥時到達牧港。薩摩軍釋放了菊隱、喜安等人，讓他們回到首里城。薩摩军兵分兩路，一路從陸路進攻首里城，另一路從水路進攻那霸港。
四月初一（5月4日），平田增宗所率領的薩摩軍乘战船在七島眾的引導下，到達了那霸港。琉球军队據守那霸港以北的三重城、以南的屋良座森城兩大衛城，使用火器和飛石火矢向薩摩軍發起猛烈地夾擊。薩摩軍聽說琉球军队在那霸港安裝了鐵索等防禦器械，大為恐慌。平田增宗只留下五六艘船繼續進攻那霸港，其餘暫時撤退，尋找可以登陸的地點。

### 琉球的戰敗、尚寧王的投降

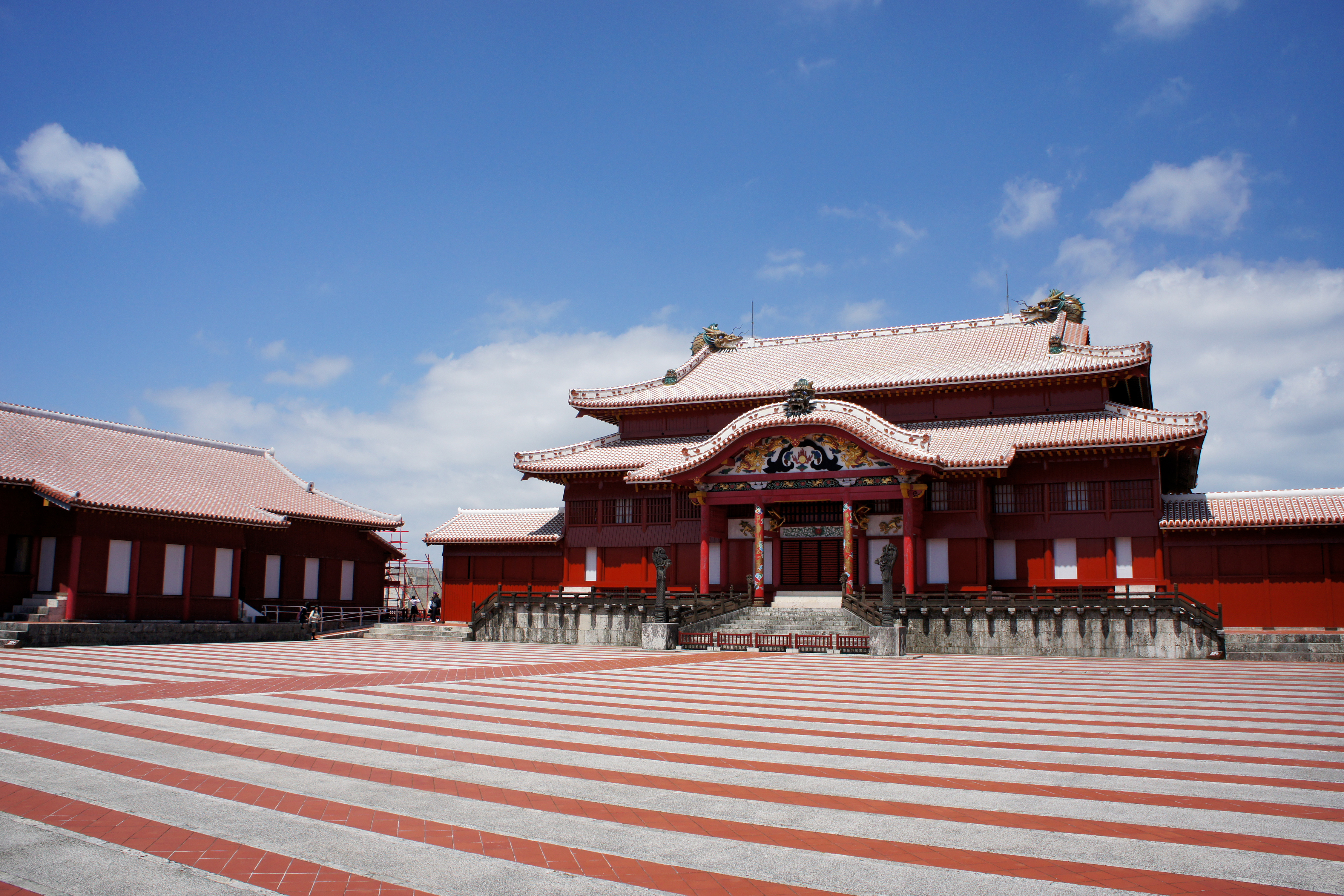
首里城的正殿

樺山久高率萨摩軍直逼首里城的消息傳到首里王府，尚寧王再次派遣和談使團，要求與薩摩军談判。薩摩军同意了這個要求，雙方約定在那霸港附近的親見世和談。此次琉球方面的代表為攝政尚宏（具志頭王子朝盛）、菊隱、馬良弼（名護親方良豐）、毛鳳儀（池城親方安賴）、毛繼祖（豐見城親方盛續）、毛鳳朝（江洲親雲上盛韶）、喜安、全興盛（津堅親雲上盛則）等人，薩摩方面的代表為大慈寺龍雲、市來織部、村尾笑栖。樺山久高、平田增宗都沒有在談判桌上露面。琉球方面提出雙方停戰，薩摩方面則沒有接受琉球提出的停戰要求。
與此同時，樺山久高部逼近首里城。琉球派遣越來親方為大將，率100餘名武士前往阻擊樺山久高部，在太平橋（位於今那霸市首里平良町）附近阻擊萨摩軍。翁成醇（城間鎖子親雲上盛增）是被罷官為民的前任三司官翁寄松（城間親方盛久）之長子，此時自告奮勇要求從軍，得到尚寧王的准許。萨摩軍使用火绳枪向琉球军队猛烈射击，翁成醇奮勇當先，左腹中彈，被砍下了首級。琉球军队見此場景，驚恐潰散，爭先恐後地逃回首里城。太平橋是通往首里城交通要道。太平橋的失陷令琉球軍队陷入恐慌，薩摩軍战船繞到那霸港東北面防禦薄弱的地方，使用火绳枪發動猛烈攻擊，以迂迴的戰術襲擊那霸港。這個地方是衛城的炮臺無法打到的，琉球軍队戰敗，那霸港失陷。毛繼祖率殘部退往首里城。鄭迵以久米村的上天妃宮為據點，與薩摩軍展開戰鬥。雙方大戰三天三夜，鄭迵戰敗，在逃亡期間被擒。
薩摩军水兵登陸並且與陸軍會合，為了報復琉球，在那霸港燒殺搶劫，隨後向首里城進發，途中燒毀了浦添城、龍福寺以及周圍的民居。在田間除草的琉球百姓大為恐懼，躲在麥田裡不敢出來。薩摩軍發現後，七島眾海賊的船頭彥作將百姓引了出來，全部斬殺。首里王府的御典藥山崎二休，以日本僧兵的裝束出現在首里城城西歡會門附近的物見臺阿佐那（アザナ）的城櫓上，奮勇抗擊法元貳右衛門部的進攻，迫其撤退。但在其他地方情景卻完全不同，琉球的眾將畏懼薩摩，而且風傳琉球已經在那霸向薩摩军投降，軍心大亂。市來織部與村尾笑栖兩支部隊在進軍途中沒有遭到任何抵抗，便到達首里城下。尚寧王堅守首里城不出。根據島津家久在出征前的囑咐，樺山久高決定實行焦土政策，縱容足輕眾（下級武士）在首里城附近大肆破壞擄掠，並劫掠琉球百姓為人質帶到軍營裡，以迫使尚寧王投降。聞得大君御殿、豐見城殿內（毛繼祖的府邸）、仙福庵以及周圍的許多民宅遭到薩摩足輕眾的洗劫並且焚毀。在上之綾門附近，市來織部和村尾笑栖甚至幫助足輕眾放火，上之綾門的柱子旁站著兩列薩摩武士，下之綾門也是類似的情形。喜安在其日記中感歎道：「有如家家日記，代代文書，七珍萬寶，儘失無遺。」薩摩足輕眾的暴行令民眾非常恐慌，婦女紛紛逃入山中，甚至連尚寧王都派人把宮眷送往山中避難。首里城內沒有糧食，向繼善（大里按司朝辰）、向文德（伊江按司朝仲）、馬瑞彩（國頭按司正彌）、翁寄松（城間親方盛久）、金應煦（摩文仁親方安恒）遣人入山尋找糧食，並送入首里城。

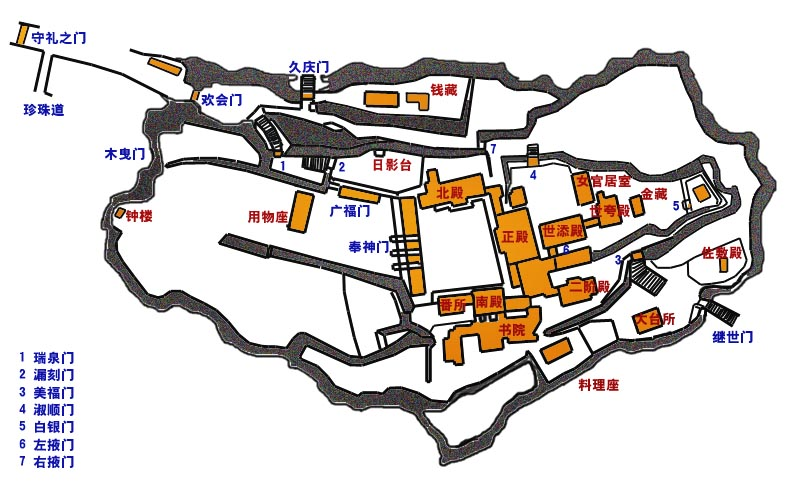
首里城地圖

同月初二（5月5日），尚寧王向薩摩請求投降。薩摩方面表示接受投降並制止了擄掠行為。次日，尚寧王派遣尚豐（佐敷王子朝昌）為代表，先向薩摩投降；自己則收拾行裝，準備親自向薩摩军投降。三司官向里瑞（浦添親方朝師）的兒子真大和、百千代、真刈三兄弟不願投降，率領20餘人用繩索吊下，離開了首里城。 他們受到薩摩加治木眾的追擊，在識名原全部被殺。由於三兄弟的拼死戰鬥，薩摩方面的法元貳右衛門重傷，梅北照存坊、小松彥九郎以及七島眾的船頭志岐那被殺。初四（5月7日），尚寧王離開了宮殿，暫時居住在名護殿內（馬良弼的家）。初五，樺山久高率薩摩軍進入首里城，八日開始將城中的寶物列成目錄「城內之荷物御改」，並於十二日（15日）至十三日（16日）期間完成。十六日（19日），尚寧王到達崇元寺，與樺山久高、平田增宗會面。樺山久高本欲繼續遠征宮古和八重山，但得知海路遙遠後，便取消了這個念頭，令馬良弼作書勸其投降。五月五日（6月6日），宮古島派人前來投降。十五日（16日），樺山久高將本田伊賀守、蒲池休右衛門等人留下佔據那霸港，將馬良弼、毛繼祖、金應煦留下管理首里城，俘虜琉球王尚寧王和王子、官員100餘人撤兵回國。主戰派的三司官鄭迵、向里瑞則已另撥兵船，先被押往薩摩藩。十六日，在北山的古宇利島停泊，翌日駛向大島。途中遭遇風暴，分別被飄散到奄美大島和吐噶喇群島等地。尚寧王所乘的兵船於十九日（20日）漂至大島的宇見（位於今大島郡宇檢村宇檢），在崎原勢頭的宿所住了三天。廿一日（22日）出發，廿四日到達薩摩的山川港。廿五日，在山川港登陸，尚寧王一行在山川之假屋住下。六月三日（7月3日），島津家久派警衛人員以及使僧正真寺文三長老前來迎接。二十三日，尚寧王一行自山川港出發，前往鹿兒島城。二十六日，尚寧王在鹿兒島城謁見了島津家久，向家久進獻御馬代、白銀千枚等方物。

## 後續事件

### 明朝的反應
雖然薩摩藩吞併了琉球，但薩摩藩希望假借琉球的名義，對明朝進行朝貢貿易。在吞併琉球同年的九月十二日（10月9日），島津家久派伊勢兵部少輔、鎌田左京亮兩人前往尚寧王的行在，要求尚寧王派人繼續維持對明貿易。尚寧王在與大臣們商量後，派毛鳳儀（池城親方安賴）跟隨攝政尚宏歸國，處理此事。三十日（27日）於鹿兒島開船，十一月下旬到達那霸港。
同年冬季，琉球使臣毛鳳儀（池城親方安賴）、金應魁（具志親雲上），以進貢為名義到達福州柔遠驛。但二人秘密將尚寧王的奏摺交給福建巡撫陳子貞，報告了薩摩藩入侵琉球之事，希望明朝向日本交涉。陳子貞迅速將此事上報明廷。明廷於次年七月得知此事，萬曆帝降旨暫緩貢期。此外，另有身在鹿兒島城的三司官鄭迵所寫的密函一封，由長崎的福建商人帶往中國，內容是要求明朝皇帝討伐日本；商人準備送往京師時，被進貢使團的兪美玉（浦添筑登之重光）得知，毛鳳儀、金應魁當即決定以一百金重金收購。此密函被琉球的進貢使團隱藏，未讓明朝皇帝得知。

### 尚寧王的江戶之行
翌年，慶長十五年閏三月二十日（1610年5月12日），朝貢事竣，尚宏再赴薩摩藩報告此事。五月，幕府大老本多正純寫信給島津家久，命令其按接待朝鮮通信使的禮節，將琉球國王一行帶往江戶。同月十六日（7月6日），琉球國王尚寧等琉球王族和官員，跟隨島津家久離開鹿兒島城，七月廿日（9月7日）到達京都，八月六日（9月22日）到達駿府城。十四日（30日），島津家久攜尚寧，同右兵衛督尾張義直、常陸介紀伊賴宣一起面見了大御所德川家康公。尚寧向德川家康進獻方物，這樣琉球向江戶幕府派遣謝恩使的問題便告一段落。德川家康大喜，承認了尚寧王對琉球的統治權，邀請尚寧王一起觀看猿樂。此後，尚寧王一行又隨島津家久前往江戶，面見征夷大將軍德川秀忠公。廿四日，攝政尚宏在途中病死，葬於駿河；廿五日，一行到達江戶，面見德川秀忠。九月三日，德川秀忠設宴款待了島津家久和尚寧，並聲稱：「尚氏世代為琉球國王，現在應速速回國，祀奉祖先，仰本朝之威德，將其國永傳子孫。」德川秀忠此語徹底斷絕了薩摩藩吞併琉球的念頭，尚寧王當即向秀忠謝恩。此後，尚寧王一行又與島津家久回到鹿兒島城。

### 掟十五條的簽訂
萬曆三十九年九月十九（1611年10月24日），尚寧王君臣在鹿兒島被迫與薩摩簽訂《掟十五條》（掟十五ヶ条）。其內容為：
1. 無薩摩命令，禁止與中國進行朝貢貿易。
2. 禁止琉球向日本的其他藩派遣貿易船。
3. 未經薩摩許可，不得與日本其他藩商人進行貿易。
4. 不可將琉球人販賣到其他藩。
5. 不得架空三司官權力任命其他人。
6. 無官職者剝奪其所領的知行（即地頭）。
7. 不准授予祝女地頭。
8. 禁止奴隸。
9. 禁止多建寺院。
10. 年貢、其他貢品，需按薩摩奉行的規定進行取納。
11. 必須使用日本的度量衡。
12. 町人百姓等若對稅收等有異議，或者遇上無理之事需要進行申訴者，應向薩摩藩申訴。
13. 禁止喧嘩爭吵。
14. 禁止強買強賣。
15. 禁止賭博等違背人道的行為。

尚寧王向島津家久遞交起請文。其內容中聲稱琉球自古以來便是薩摩附庸，島津家久繼位的時候曾遣使祝賀；後因沒有支付豐臣秀吉侵略朝鮮時定下的負担金，因此導致了琉球的滅亡，故而被俘；如今島津家久准許歸國，為報答此恩，發誓子子孫孫要世代忠於薩摩。琉球的六名重臣勝連、江曾、江洲、豐美城、池城、雲心也連署向島津家久遞交起請文，內容與尚寧王的起請文類似。據學者里井洋一考證，勝連即為馬勝連（勝連親方良繼），江曾即為英助祖（惠祖親方重政），江洲即為毛鳳朝（江洲親方榮真，即後來的讀谷山親方盛韶），豐美城即為毛繼祖（豐見城親方盛續），池城即為毛鳳儀（池城親方安賴），雲心可能是菊隱宗意。不過，三名時任的三司官馬良弼（名護親方良豐）、向里瑞（浦添親方朝師）、鄭迵（謝名親方利山）均未在起請文上署名。
慶長十六年九月二十（1611年10月25日），島津家久釋放尚寧王一行歸國。為了表示對琉球的友善，家久特意將義弘和義久的遺物長光刀、左文字脇差贈送給尚寧王作為禮物。經過山川港、口永良部島，於十月二日到達奄美大島的宇檢湊。馬良弼已從滯留那霸港的薩摩武士有馬重純和相良賴豐處得知尚寧王歸國之事，遣越來親方在此迎接。十月二十日，尚寧王終於到達那霸港，此時他已經離開了琉球達三年之久。

## 影響

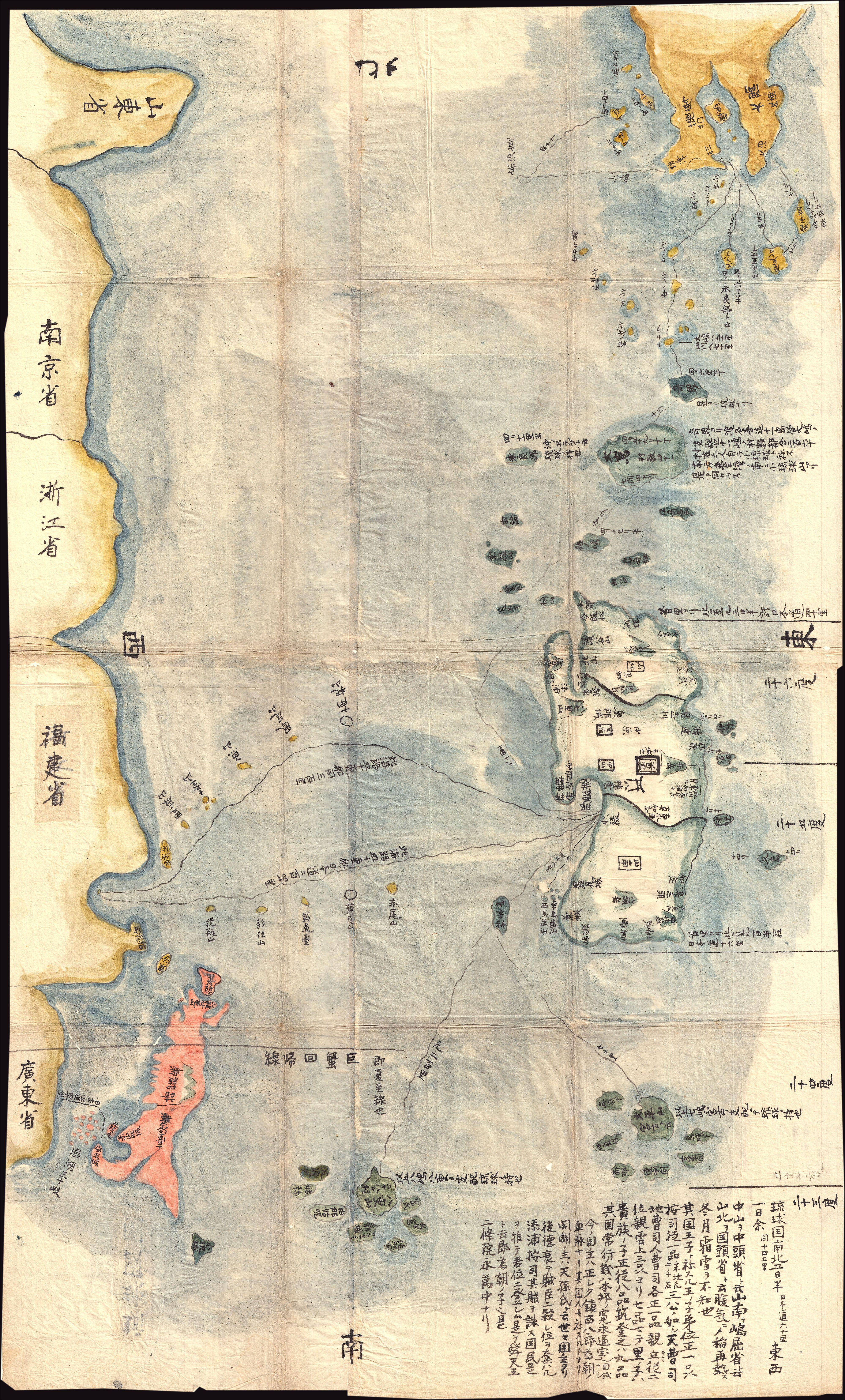
1781年薩摩藩繪製的琉球群島地圖。雖將奄美群島標注為「琉球領土」，但事實上已被薩摩藩佔領。

慶長琉球之役對琉球的影響非常深遠，琉球至此從一個獨立自主的國家變成薩摩藩的附庸國。1609年，薩摩藩征服琉球之後，便在琉球的那霸港設立在番奉行所，由本田親政（本田伊賀守）出任第一任在番奉行，以監視琉球的行政。九月二十六日（10月23日），又派遣上井里兼、阿多某在琉球重新劃分地界，徵收稅收；翌年三月，檢地完畢，製成檢地帳七冊。十月，又派鹿島國重、毛利元親等十四人為竿奉行，前往宮古、八重山檢地。
琉球的領地被限制為八萬九千零八十六石，其中國王的藏入地限定為五萬石。奄美五島（即喜界島、德之島、奄美大島、沖永良部島和與論島）被劃入島津氏的藏入地，但仍被當作琉球所屬的「三十六島」繪製在琉球輿圖中；薩摩藩在奄美群島仍舊沿襲琉球的行政區劃間切制度，將此地作為黑糖的生產地。薩摩藩也並未向江戶幕府報告其在琉球「檢地」之事，直到1634年才將此事報告給幕府將軍德川家光。但被薩摩藩佔領的奄美五島三萬二千八百二十八石，則被薩摩藩藩主仍舊作為「琉球國領地」上報江戶幕府。
最初，薩摩藩仍令奄美五島的酋長接受琉球的官職。不久之後，為徹底斷絕奄美群島與琉球的關係，薩摩藩於1624年禁止奄美酋長接受琉球的官職，翌年又禁止當地人穿戴琉裝。當地士族將琉球王府頒發的辭令書視為神聖之物秘密收藏，因此在1663年，薩摩藩下令將奄美各地的家譜、系圖、舊記等書籍集中焚毀。
在番奉行所成為了淩駕於三司官之上的特權機構，有時候也成為琉球官員間鬥爭的工具。例如1667年的北谷惠祖事件、1734年的平敷屋友寄事件和1858年牧志恩河事件，都有在番奉行所的插足。
祝女等宗教勢力被薩摩藩打壓。在尚豐王時期，祝女給國王授予神號的傳統被禁止。1636年，尚豐王對薩摩藩的外交稱謂從「琉球國中山王尚豐」降格為「琉球國司尚豐公」，直到1712年才被同意恢復「中山王」稱號。琉球也不得不奉行江戶幕府的鎖國政策、對吉利支丹（基督徒）的鎮壓政策以及對南蠻船的驅逐政策。
江戶幕府並不希望薩摩藩吞併琉球。對於薩摩藩成功征服琉球，德川家康雖然給予其高度讚賞，稱讚此次行動「無以類比」，但薩摩藩軍隊強大的戰鬥力引起了幕府的高度警覺。就在琉球國王獲釋同年的九月，幕府下令西部外樣大名領有的諸藩只能擁有可載重五百石的運糧大船，其餘船隻全部被幕府沒收，集中在淡路島。此舉不僅削弱了諸藩的軍事勢力，也限制了諸藩的海上貿易，消除了幕府海上貿易的競爭對手。
江戶幕府釋放琉球國王的另一個原因是，幕府不希望引起日本與明朝的外交糾紛，並且希望通過琉球與明朝的交涉來重啟明日貿易。琉球國王被俘的同年孟秋，幕府頒發給廣東商船在朱印狀，允許其在日本自由貿易。
1612年，浙江總兵官楊崇業偵知日本滅琉球之後，琉球朝貢次數突然增多，情實可疑，建議明朝禁止琉球入貢；福建巡撫丁繼嗣發現琉球貢船行跡可疑、貢品之中日本物產突然大幅增多，建議停止琉球朝貢。明神宗接受了這個建議。
1613年，島津家久以尚寧王的名義起草了《與大明福建軍門書》，要求明朝與日本開展朝貢貿易以及民間的自由貿易，否則日本將以數萬大軍入侵明朝。薩摩藩將這封書信送到琉球，要求尚寧王遣使交給明朝。尚寧王以書信中有不恭之語句，沒有將其送往福建，而是在翌年琉球貢使歸國之際以「大明對請求一概不予接受」的理由報告給薩摩藩。幕府通過琉球與明朝進行貿易的計劃擱淺，通過薩摩藩向琉球施加了壓力，因此琉球向明朝請求朝貢，得到了明朝的十年一貢的准許。琉球一再要求增加向明朝的朝貢次數，年年向明朝派遣進貢使，但一直被福建方面以遵守朝命為由拒絕貿易。直到1623年（天啟三年），明廷才批准琉球五年一貢，但二年一貢的舊制一直未被批准，而琉球卻堅持年年都向明朝派遣進貢使。
琉球對中國朝貢貿易的所得亦遭到了薩摩藩的抽成。其與朝鮮、安南、南洋諸國以及日本其他藩的貿易被薩摩藩禁止，自此陷入了財政困難的處境之中。其財政收入主要來源於對中國的朝貢貿易以及對薩摩藩（琉球民間稱之為「度佳喇」）貿易所得。每次琉球向中國派遣進貢船、以及進貢船歸國、冊封使來港等等外交大事，都要遣使向薩摩藩通報。而薩摩藩、江戶幕府發生主君更替，以及薩摩藩、江戶幕府的公子出生、元服和嫁娶，等大事的時候，都要向日本派遣使者。日本發生大災難時，琉球也要遣使慰問。琉球每年還要向薩摩派遣年頭使慶祝新年。

## 備考
由於戰後琉球淪為薩摩藩的附庸國，因此慶長琉球之役的經過在琉球國的三部官方史料《中山世鑑》、《中山世譜》、《球陽記事》中的記載都極為簡略。例如整部《中山世譜》中記載僅為四處，官方史書基本都是非常簡略地說琉球弱小向薩摩投降，並將戰爭的罪責全部推在鄭迵一個人身上。《球陽記事》僅在附卷部分對琉球抵抗薩摩入侵的情況有記載。因此琉球官方的史料較為匱乏。目前最常參考的史料是兩部寫於同一時代的軍記物語，分別為隨軍薩摩武士市来孫兵衛所著的《琉球渡海日日記》，以及尚寧王侍從喜安所著的《喜安日記》。此外，《島津家家譜》、《樺山家家譜》、《通航一覽》等日本史料，以及一些散見於琉球士族家譜的記載也是重要來源。《歷代寶案》中也有數篇關於此次戰役的記載。《明史》、《明實錄》中也有相關記載。

### 引用
1. 1 2 3  . .   [2013-06-23]. 寛永島津家久譜：慶長十四年春、以椛山権左衛門尉久高為大将、平田太郎左衛門尉増宗為副将、専兵器者平田民部左衛門尉、長谷場十郎兵衛尉、児玉四郎兵衛尉、或山鹿越右衛門尉為船大将、其外佐多越後守、川上掃部助、本田弥六、市来八左衛門尉、本田伊賀守、頴娃主水助、匂坂式部少輔、伊集院伴右衛門尉、有馬次右衛門尉、毛利内膳正、栢原周防守、村尾源左衛門入道笑栖、市来備後守、東郷阿波入道休半、伊地知四郎兵衛尉等為卒将、都合其勢三千余人、整兵船一百余艘、而二月廿一日発舟、已著大島、振威赴徳嶋、島郎出応而防戦者、殆千有余人、其中斬首三百余人也、故残党不日属于旗下、而悉定焉。[永久]（日語）（繁體中文）
2. ↑  . . . 鹿兒島縣. 1984年. OCLC 15421817. （日語）
3. 1 2  . . 2009-01-14  [2013-06-23]. （原始内容存档于2021-01-09） （日语）.
4. 1 2 3 4 5 6 7  . : 152~161頁 （日语）.
5. ↑  .   [2013-06-23]. （原始内容存档于2014-01-04）. 貴久記：島津家久發兵擊琉球、前鋒進取北山之地、斬首百余級、水陸鼓行、並入那覇港、中山之兵連戰皆敗、王城遂陷、尚寧出降、師起四十余日、宗社失守矣。（日語）（繁體中文）
6. ↑  . . 2003-03-01  [2013-06-23]. （原始内容存档于2015-09-18） （日语）.
7. ↑  向象賢. . . OCLC 46829882. （原始内容存档于2012-02-27）. （日語）
8. ↑  中琉文化經濟協會. . . 中琉文化經濟協會 : 總經銷曉園出版社. : 第317–334頁. OCLC 24533254. 明代在琉球任使者通事火長的中國移民。
9. ↑  . 朝日日本歷史人物事典.   [2013-06-23]. （原始内容存档于2014-08-03） （日语）.
10. ↑  . 朝日日本歷史人物事典.   [2013-06-23]. （原始内容存档于2013-06-09） （日语）.
11. ↑  与並岳生. . 《新琉球王統史・5》. ISBN 9784902193275. OCLC 162601614 （日语）.
12. ↑  紙屋敦之.  （日语）.
13. ↑  田中克行.   （日语）.
14. ↑  与並岳生. . 《新琉球王統史・6》. ISBN 9784902193282. OCLC 676377151 （日语）.
15. ↑  鄭樑生. . 台灣文史出版社. 1985年3月: 第536頁. OCLC 14945610.（繁體中文）
16. 1 2 3 4 5 6  与並岳生. . 《新琉球王統史・7》. ISBN 9784902193305. OCLC 162608941 （日语）.
17. ↑  . . OCLC 20058041. 〔万历十九年七月〕癸未大学士许国等题昨得浙江福建抚臣共报日本倭奴招诱琉球入犯……〔甲午〕福建巡抚赵参鲁奏称琉球贡使预报倭警
18. ↑  謝杰. . 夷與倭爲鄰；而民貧國小，有所不足，輒假貸於倭。毎遇封使遠臨，在他國或至，或不至，倭無不至者；名稱往賀，實則索逋於其國也。所居舍舘，去天使舘不二里而近；夷慮我衆之不善於倭，又慮倭衆之不利於我，毎爲危言以相恐，欲遷我衆於營中。……我衆與倭各衛其舟，致有爭競。……先是，辛酉之使，前導驅倭不退，以鞭鞭之；倭怒，操利刀削其鞭立斷，然亦未嘗傷人。
19. ↑  夏子陽. . . 頃余駐中山時，倭舶卒至；余爲約束從役，謹持天朝大體。倭卒斂戢不敢肆。
20. 1 2 3 4 5   （日语）.
21. ↑  . : 121至122頁 （日语）.
22. ↑  . : 129頁 （日语）.
23. 1 2  《南聘紀考·下卷》
24. 1 2  . .
25. ↑  . : 122至124頁 （日语）.
26. ↑  桐野作人. .   [2013-06-23]. （原始内容存档于2013-05-24） （日语）.
27. ↑  . . 2009-01-07  [2013-06-23]. （原始内容存档于2021-02-09） （日语）.
28. ↑  . : 232頁 （日语）.
29. 1 2 3 4 5 6 7 8 9  市来孫兵衛. .
30. ↑  龜井勝信. . . 国書刋行会. 1980年. OCLC 21867038.（日語）
31. 1 2 3 4 5 6 7 8 9  喜安入道蕃元. .（日語）
32. 1 2  . 2012-01-04  [2013-06-23]. （原始内容存档于2013-07-09） （日语）.
33. ↑   （日语）.
34. ↑  . 萬暦三十七年己酉從薩州當國兵艟御遣被成旨左右有之故兵艟為番手承宣旨航到于徳島無幾程兵艟來着以多勢襲來圍攻小島之時雖廻籌小勢之故無一戰之力萬死一生此時也然軍中一人入道浄休者予因旧識告于其名軍將故免死命軍將椛山權左衛門殿從乘船來着運天（繁體中文）
35. 1 2 3  . .   [2013-06-23]. （原始内容存档于2014-01-06）. 三月二拾日卑職差遣法司馬良弼率領精兵千餘向陸致彼阻救去後續據馬良弼回稱觀其賊勢雄張寇艦糾結布擺散處紅白旗幟間閃飛揺遠望莫辨其幾千餘矣聆聴銃聲綿連不絶大麓焚山勢如燎毛真令人髪上指耳三月二十六日馬良弼密近哨窺匯多寇少中心思忖拾分之捌諒其醜虜是虚張賊勢僥倖捲刧也良弼令兵進殺𪅐倭狡計伏寇深山詐敗弭侵四顧驟圍弼兵傷損去半良弼被兵擒獲……四月初一日倭寇突入中山那覇港卑職嚴令師官鄭迵毛継祖等統督技兵三千餘披兵執銃雄據那覇江口力敵彼時球兵陸居勢強蠢倭水處勢弱百出拒敵倭其左矣且又倭船浅小勢難用武箭射難迯銃発莫避愴匯急遽船各自携角衝礁沈斃及殺不可勝紀
36. 1 2  . . 二十一年，毛鳳朝扈從王至薩州，屢慰聖慮。薩州大將椛山氏等率領勇士三千餘人，坐駕兵船七十餘隻。至運天時，毛鳳朝【讀谷山親方盛韶】署理御鎖側官，即同菊隱長老等徃至運天，要以講和。大將曰：「船到那霸，相與商量。」鳳朝等回到首里復命。未閱幾日，船至那霸，鳳朝亦至其船，要以和睦，未見允依。遂以聖上投誠納款。
37. ↑  . （原始内容存档于2014-01-06）. 五世諱克祉 今歸仁按司童名眞市金名乘朝容號宗清兄克順因無嗣子繼家跡行二萬暦十年壬午生同三十七年己酉三月二十八日卒享年二十八（日語）
38. ↑  高良倉吉.  . . ひるぎ社. 1989年 （日语）.
39. 1 2  . : 149頁 （日语）.
40. ↑  . . （日語）
41. ↑  . （原始内容存档于2019-11-16）. 萬暦二十四年丙申十月二日襲父職授越来間切惣地頭職 萬暦四十一年癸丑九月二十七日卒壽六十一（繁體中文）
42. ↑  . . 日本山崎二休克操忠義，以累重罪。
43. ↑  喜安入道蕃元. . : 第8頁. （原始内容存档于2012-07-07）. （日語）
44. ↑  . : 134頁 （日语）.
45. ↑  喜安入道蕃元. . : 10. （原始内容存档于2012-07-07）. （日語）
46. ↑  . . 薩州遣使來伐本國，婦女驚怕，皆致入山逃難。
47. ↑  . . 2009-01-28  [2013-06-23]. （原始内容存档于2021-01-20） （日语）.
48. ↑  . （原始内容存档于2014-01-06）. 萬暦三十七年己酉中山為薩州之附庸因此同五月十四日扈從　尚寧王赴薩州投情九月十二日伊勢兵部少輔鎌田左京亮兩位参内于行宮曰如先規唐往来不可絶也由是僉議而王舅者命毛氏池城親方安頼乃與安頼共将回國三十日麑府開船同十一月下旬回國矣萬暦三十八年庚戌閏三月二十日再入于薩州将赴江府四月十一日啓行八月初九日到駿府朝見（繁體中文）
49. ↑  . . 本年（按：指萬曆三十七年）冬，王遣王舅毛鳳儀、長史金應魁等馳報兵警，致緩貢期。福建巡撫陳子貞以聞。
50. ↑  . . 本〔萬曆三十九〕年，爲禀明進貢王舅事竣囘國事，遣毛氏池城親方安賴到薩州，又赴駿府。其冬囘國。……〔萬暦己酉(三十七年)。安頼扈從尚寧王在薩州，家久公遣伊勢兵部少輔、鎌田左京亮曰：『中國若聞中山爲我附庸，嗣後不可以爲進貢。當早遣安頼，以爲納款云。』
51. ↑  . . （万历三十八年七月辛酉）琉球国中山王尚宁咨遣陪臣王舅毛凤仪长史金应魁等急报倭儆致缓贡期福建巡抚陈子贞以闻下所司议奏许续修贡职赏照陈奏事例减半仍赐毛凤仪等金织彩叚各有差
52. ↑  . （原始内容存档于2014-01-06）. 三十八年庚戌正月二十日為懇乞天恩恤怜遭乱贖修貢職事王舅毛氏池城親方安頼長史金應魁津波野古親雲上赴中華之時叙座敷為勢頭入閩赴京時鄭迵謝名親方在麑府蜜修反間之書寄長崎轉達中國安頼重光等聞閩人持此書持将赴京出公銀買之三十九年辛亥歸國即赴麑府復命万般事竣歸國（繁體中文）
53. ↑  . . 2003-03-01  [2013-06-23]. （原始内容存档于2015-09-14） （日语）.
54. 1 2  . . : 第55頁.（繁體中文）
55. ↑  . .（日語）
56. ↑  .   [2013-06-23]. （原始内容存档于2014-01-04）.（日語）（繁體中文）
57. 1 2 3  . . : 第56頁.（繁體中文）
58. ↑  .   [2013-06-23]. （原始内容存档于2009-08-01） （日语）.
59. ↑  里井 洋一.  (PDF).   [2019-11-28]. （原始内容存档 (PDF)于2021-02-17） （日语）.
60. ↑  . .   [2013-06-23]. （原始内容存档于2014-01-04）.（日語）（繁體中文）
61. ↑  . . 本【萬暦三十八】年，薩州太守遣本田伊賀守等，都鄙有章，上下有分。又遣阿多氏等，均井地，正經界，而始爲賦税。從此毎年納貢于薩州，永著爲例。
62. ↑  . . 東北八島：由論、永良部、度姑、由呂、烏奇奴、佳奇呂麻、大島、奇界。……臣按汪楫《錄》：『七島者，口島、中島、諏訪瀨島、惡石島、卧蚆島、平島、寶島也；人不滿萬，惟寶島較大。國人統呼之曰土噶喇；或曰即倭也。然國人甚諱之，殊不知有日本者。』臣閒覽其國所置經書，悉係日本所刻；仍用漢文，旁印鉤挑字母。且有寶歷、永祿、元和、寬永、天和、貞亨、元祿諸名色，又皆日本僭號：則與日本素相往來，明矣。一說七島本國屬，尚寧王被襲，割地與之，王乃歸；即七島也。今非所屬，故不詳。前使臣汪楫至時，適七島人在其國，欲仰覲天朝使者，因得一見。至，問之，則書手版曰「琉球國屬地」；是未免國人誑之耳。汪又云：『北山寂無人來。或云倭常執王，割地乃得返，卽北山』；實則非也。
63. ↑  . . : 54至55頁.（繁體中文）
64. ↑  . （原始内容存档于2013-11-26） （日语）.
65. ↑  . . 本年【康熙五十一年】，荷蒙吉貴公許國王稱中山王。【本國與薩州為聘問時，自昔以來，皆稱中山王。至崇禎九年，奉薩州命，改稱國司。】
66. ↑  . . （尚賢王）即位元年【明崇禎十四年辛巳】，尚成勳、章邦彥仝薩州澁谷氏等到八重山，將討南蛮船。南蛮船漂來八重山西表。由是薩州遣澁谷氏、喜入氏等來到本國。於是聖王特命尚成勳【読谷山王子朝孝】、章邦彥【宜野湾親方正成】率領官兵數百人，仝他兩將到八重山。此時南蛮船早已開洋，不在他山。但查鬼利死丹，而同澁谷氏等歸朝焉。
67. ↑  . .（日語）
68. ↑  . .（日語）
69. ↑  . . （万历四十年六月庚午）浙江总兵官杨崇业奏侦报倭情言探得日本以三千人入琉球执中山王迁其宗器三十七八两年叠遣贡使实怀窥窃近又用取对马岛之故智以愚朝鲜而全罗庆尚四道半杂倭奴矣嘉靖之季海禁大弛遂有宋素卿徐海曾一本王直之徒为之祸始今又十倍往时宜敕海上严加训练著实举行至于稽查海外夷使责在抚道并移咨朝鲜国王严禁倭奴之入全罗庆尚者一如中国之禁从之
70. ↑  周煌. . . 四十年，浙江總兵官楊崇業奏報倭情，言『探得日本以三千人入琉球國，執中山王，遷其宗器；宜勅海上嚴加訓練』。而兵部疏言倭入琉球獲中山王，則三十七年三月事也。【時福建巡撫丁繼嗣奏：「琉球國使栢壽、陳華等執本國咨本，言王已歸國，特遣修貢。臣竊見琉球列在藩屬，固已有年。但爾來奄奄不振，被拘日本；卽令縱歸，其不足爲國明矣。况在人股掌之上，保無陰陽其間！且今來船方抵海壇，突然登陸；又聞已入泉境，忽爾揚帆出海。去來倏忽，迹大可疑。今又非入貢年分，據云以歸國報聞；海外遼絕，歸與不歸，誰則知之！使此情果眞，而貢之入境有常體，何以不服盤驗、不先報知，而突入會城！貢之尚方有常物，何以突增日本物於硫磺、馬、布之外！貢之齎進有常額，何以人伴多至百餘名！此其情態，已非平日恭順之意；况又有倭爲之驅哉！但彼所執有辭，不應驟阻，以啟疑貳之心。宜留正使及人伴數名，候題請處分；餘衆量給廩食，遣還本國。非常貢之物，一併給付帶囘：始足以壯天朝之威、正天朝之體。」章下禮部，覆：「如撫臣言」。】
71. ↑  . . : 第57頁.（繁體中文）
72. ↑  . .（日語）
73. ↑  . . 已而其王释归，复遣使修贡，然其国残破已甚，礼官乃定十年一贡之例。明年修贡如故。又明年再贡，福建守臣遵朝命却还之，其使者怏怏而去。
74. ↑  . . 天启三年，尚宁已卒，其世子尚丰遣使请贡请封。礼官言：“旧制，琉球二年一贡，后为倭寇所破，改期十年。今其国休养未久，暂拟五年一贡，俟新王册封更议。”从之。五年遣使入贡请封。六年再贡。
75. 1 2  . . 附 我國土瘠産少，國用不足，故與朝鮮、日本、暹羅、爪哇等國，嘗行通交之禮，互相往來，以備國用。萬暦年間，王受兵警，出在薩州。時王言：「吾事中朝，義當有終。」日本深嘉其志，卒被縱囘。自爾而後，朝鮮、日本、暹羅、瓜哇等國，互不相通，本國孤立，國用復缺。幸有日本屬島度佳喇商民至國貿易，往來不絶。本國亦得頼度佳喇，以備國用。而國復安然。故國人稱度佳喇曰寶島。
76. ↑  . . （萬曆）三十七年己酉春，日本以大兵入國，執王至薩州。
77. ↑  . . 三十九年辛亥，王留薩州二年。王言：「吾事中朝，義當有終。」卒被放囘。然後國復晏然。
78. ↑  . . 【萬暦】三十七年己酉，薩州太守家久公遣師征伐。原是，本國與薩州爲隣交，紋船往來者，至今百有餘年。奈信權臣邪名之言，遂失聘問之禮。由是，樺山權左衛門、平田太郎左衛門等，奉命來伐。小大難敵，投誠而降。王從彼師到于薩州。至辛亥年，王已囘國。
79. ↑   參: